# 沈乃霖
沈乃霖（1909年2月3日—2008年7月21日），臺灣臺南新營人，曾進行過平埔族的相關研究，此外曾多年擔任臺南縣醫師公會理事長及省醫師公會理事職位，且榮獲中華民國衛生署頒發「行醫五十年」優良殊榮，中華民國前副總統呂秀蓮亦頒贈醫療貢獻獎。二二八事件期間，曾被關押一個多月，日後其所開設的診所也因為受到情治單位監視干擾而蕭條。他也是南榮技術學院的創辦人之一，曾任該校第二任校長。

## 生平
沈乃霖出生於日明治四十二年（1909年），生父是沈森其，自幼就過繼給三叔沈擇仁。幼時就讀查畝營公學校新營分校（今新營國小），為該校第一屆新生。三年級暑假，跟哥哥沈榮一起罹患傷寒，住進臺南病院內科隔離病房，經院長氏原均一醫治，住院一個月後痊癒。這段經歷影響到他日後選擇行醫。
大正十一年（1922年）考取了臺南師範專科學校（今臺南大學）與臺南州立臺南第二中學校（今臺南一中），因臺南師範先放榜而選擇就讀。
昭和二年（1927年）考取日本昭和醫專，昭和七年（1932年）3月畢業後，4月時於母校的內科學教室擔任助教兼附設醫院內科醫員，到了昭和十一年（1936年）時才返臺，於新營街開業。
二二八事件發生不久前的2月21日到2月28日期間，他與臺灣大學的金關丈夫、國分直一、余錦泉教授、蔡滋里講師、蔡錫圭助教等人在當時的臺南縣大內鄉的頭社村、嗚頭村（今臺南市大內區頭社里、環湖里）進行平埔族體質研究。二二八事件期間，任二二八事件處理委員會臺南縣分會負責人。3月21日遭到當局以監獄犯人生病要求前往看病為由誘捕，:146被綁上軍用卡車遊街示眾後再往臺南監獄。:147關了一個多月。:149後來仍受到情治單位監視，其所開設的沈內科診所亦受到影響，病患踏出診所大門就遭詢問。:152
他在民國三十九年（1950年）將學術論文〈臺南縣頭社平埔族的體質人類學研究〉送審，該年9月取得日本東京大學醫學博士學位。
而在學術之外，他也曾參與過新營信用合作社、新營鎮農會的創立，也與地方仕紳在臺南鹽水創辦了南榮技術學院。他在民國八十四年（1995年）亦發起成立臺南縣228和平救世會，替二二八事件的受難者及家屬爭取權益。
他於民國九十七年（2008年）7月21日去世。